# Peperomia milvifolia
Peperomia milvifolia är en pepparväxtart som beskrevs av William Trelease. Peperomia milvifolia ingår i släktet peperomior, och familjen pepparväxter. Inga underarter finns listade i Catalogue of Life.